# Adverbialkasus
Adverbialkasus er i grammatik anvendelsen af kasus ved substantiver til at udtrykke noget adverbielt, fx tidsangivelser.
På tysk anvendes akkusativ ved bestemt tidsangivelse: Er hat den ganzen Tag gearbeitet = han har arbejdet hele dagen.
På tysk anvendes genitiv ved ubestemt tidsangivelse: Eines Tages wird die Wahrheit an den Tag kommen = en dag kommer sandheden for en dag.
Deskriptiv genitiv på tysk:  Frohen Mutes sein = være ved godt mod.
I nogle sprog med mange kasus er der kasus, der angiver adverbielle forhold, som på andre sprog udtrykkes ved præpositionsled. Det kan være tids- og stedsangivelser, retningsangivelser og årsagssammenhænge. I det fuldt gennemførte kasussprog kan alt udtrykkes uden brug af præpositioner.
Adverbialkasus kendes især fra sprog som de finsk-ugriske sprog. 
Eksempler på rene adverbialkasus: delativ, distributiv, kausalis, kausativ, lativ, multiplikativ, oppositiv, prolativ, situativ, sublativ, superessiv, temporalis.